# Руфий Ахилий Меций Плацид
Руфий Ахилий Меций Плацид (на латински: Rufio Achilius Maecius Placidus) е политик на Западната Римска империя през 5 век.
През 481 г. той е сам консул на Запад по времето на Одоакър в Италия.